# 石碇交流道
石碇交流道為臺灣國道五號銜接市道106乙線的交流道，位於新北市石碇區，指標為4k，可藉由市道106乙線前往石碇服務區及國道三號甲線深坑端。
|            | 4 石碇 |  | 石碇 深坑 |
| 石碇服務區 | 4 石碇 |  |           |

## 外部連結
- 國道五號石碇交流道示意圖 （页面存档备份，存于）（交通部高速公路局）